# Rezerwat przyrody Slatina pod Lieskovcom
Rezerwat przyrody Slatina pod Lieskovcom (słow. Prírodná rezervácia Slatina pod Lieskovcom) – rezerwat przyrody powołany na terenie katastralnym wsi Bardejovská Nová Ves (obecnie w granicach administracyjnych miasta Bardejów), w powiecie Bardejów, w kraju preszowskim na Słowacji. Powierzchnia 0,71 ha.

## Położenie
Rezerwat leży w płaskiej w tym miejscu dolinie rzeki Topli poniżej Bardejowa, na wysokości ok. 250 m n.p.m. Usytuowany jest pomiędzy lokalną drogą z Bardejowa do Kurimy a podnóżami wzniesienia zwanego Lieskovec lub Uhliská, na Pogórzu Ondawskim.

## Fauna
Rezerwat obejmuje fragment podmokłych łąk przechodzących w torfowisko, położonych na nieprzemakalnych tu utworach fliszu karpackiego. Wśród traw dominuje tu kilka gatunków turzyc. Najcenniejszym gatunkiem jest tu bobrek trójlistkowy (Menyanthes trifoliata L.).

## Historia
Rezerwat został powołany rozporządzeniem Ministerstwa Kultury Słowackiej Republiki Socjalistycznej nr. 9155/1979-OP z dnia 30 listopada 1979 r. W 2004 r. decyzją władz ochrony środowiska przyrodniczego kraju preszowskiego został dla tego rezerwatu ustalony 4 stopień ochrony.

## Przedmiot ochrony
Przedmiotem ochrony jest najlepiej zachowany biotop torfowiskowy w okręgu Bardejów, cenny z punktu widzenia nauki.